# Monteferrante
Monteferrante est une commune de la province de Chieti dans les Abruzzes en Italie.

## Administration
| Période                                  | Période  | Identité     | Étiquette                       | Qualité |
| ---------------------------------------- | -------- | ------------ | ------------------------------- | ------- |
| 14 juin 2004                             | En cours | Pietro Massa | Udcudc-Simbolo Unico di Ccd.Cdu |         |
| Les données manquantes sont à compléter. |          |              |                                 |         |

### Communes limitrophes
Castiglione Messer Marino, Colledimezzo, Montazzoli, Pietraferrazzana, Roio del Sangro, Villa Santa Maria